# Berufsschifffahrt
Die Berufsschifffahrt umfasst alle professionellen Bereiche der Seefahrt und der Binnenschifffahrt:
- Wirtschaftsbereich:
  - Handelsschifffahrt (auch: "Handelsmarine") mit der Handelsflotte (Kauffahrteischiffe).
  - Fischerei mit der Fischereiflotte
- Sonstige Bereiche:
  - Arbeitsschiffe
  - Lotsen
  - Schlepper
  - Hafenfeuerwehr
  - Feuerschiffe ("schwimmende Leuchttürme")
  - Forschungsschiffe
  - Küstenwache
  - Wasserschutzpolizei
  - Zollschiffe
  - Postschiffe
  - Marine i. S. d. Seestreitkräfte

Die Seediensttauglichkeit ist die gesundheitliche Voraussetzung für eine Tätigkeit in der Berufsschifffahrt und wird auf Grundlage des ISM-Code 6.2 der Internationalen Seeschiffahrts-Organisation IMO in Verbindung mit nationalem Recht regelmäßig von speziell zugelassenen Ärzten dokumentiert und international im Rahmen der Hafenstaatkontrolle ebenfalls kontrolliert.

## Deutsche Berufsschifffahrt im Dokumentarfilm
- 1954: Vom Alex zum Eismeer, Dokumentarfilm von Karl Gass, Mit dem Trawler ROS 206 Guben unterwegs von der Ostsee in die Barents-See, 1954, DEFA Studio für Wochenschau und Dokumentarfilme[1]
- 1988: „Mit DDR-Fischern im Atlantik“: Teil 1 "Fisch ist unser Leben" und Teil 2 "Rolling Home" (Dokumentarfilm zum Fischkombinat Rostock / DDR-Fernsehen 1988 / mit ROS 313 Willi Bredel, ROS 337 Ludwig Renn u. a. im USA-Schelf).
- 2006 / 2007: „Stählerne Einsamkeit“, Dokumentarfilm von Gabriel Pielke, Mit der Ever Conquest unterwegs von Europa nach China und zurück, 2006 / 2007, Filmakademie Baden-Württemberg, Filmbüro Bremen e. V., Mit freundlicher Unterstützung der NSB Niederelbe Schiffahrtsgesellschaft Buxtehude, „Stählerne Einsamkeit“ dokumentiert 2006 auf Crew United,[2] dokumentiert 2007 auf Filmportal[3] sowie in der Internet Movie Database[4] und auf „Filmbüro Bremen e. V.“[5]